# 814
El 814 (DCCCXIV) fou un any comú començat en diumenge del calendari julià.

## Esdeveniments
- Lluís I el Pietós, rei d'Aquitània, fou coronat emperador del sacre imperi romanogermànic.

## Necrològiques
- Carlemany, el 28 de gener a Aquisgrà.
- Krum, el 13 d'abril a Pliska.